# 뱌체슬라프 1세

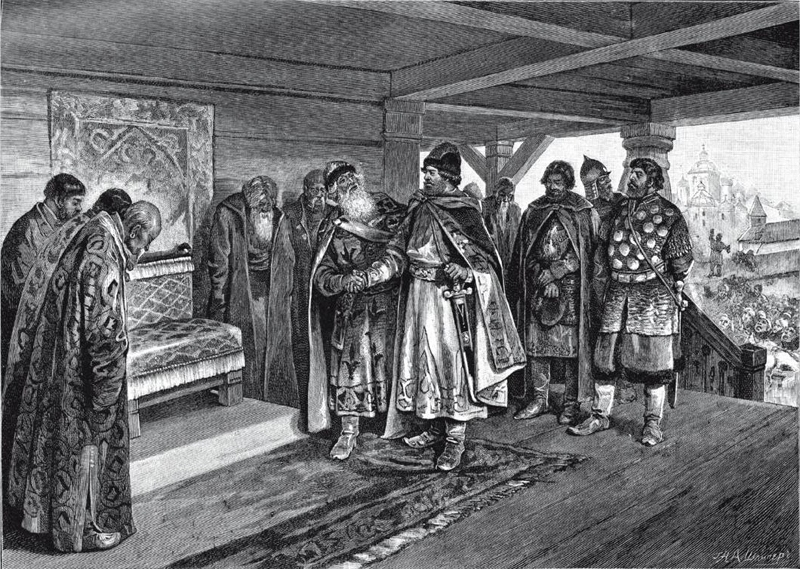

뱌체슬라프 1세(러시아어: Вячеслав Владимирович 뱌체슬라프 블라디미로비치[*], 1083년 ~ 1154년 2월 2일)는 키예프 대공국의 대공(재위: 1139년, 1151년 ~ 1154년)이다. 류리크 왕조 출신이다.

## 생애
블라디미르 모노마흐 대공과 그의 아내인 웨식스의 기타(Gytha)의 아들로 태어났다. 키예프 대공에 즉위하기 이전에는 스몰렌스크 공작(1113년 ~ 1127년), 투라우 공작(1127년 ~ 1132년, 1134년 ~ 1146년), 페레야슬라우(페레야슬라우흐멜니츠키) 공작(1132년 ~ 1134년, 1142년)을 역임했다.
1139년 자신의 형인 야로폴크 2세가 사망하면서 키예프 대공으로 즉위했지만 얼마 지나지 않아 프세볼로트 2세에게 대공위를 넘겨줬다. 1151년 이자슬라프 2세가 유리 돌고루키 대공과의 권력 투쟁에서 승리하면서 이자슬라프 2세와 함께 키예프 대공으로 즉위했다.
| 전임 야로폴크 2세 | 키예프 대공 1139년 | 후임 프세볼로트 2세 |

| 전임 유리 돌고루키 | 키예프 대공 이자슬라프 2세와 함께 통치 1151년 ~ 1154년 | 후임 로티슬라프 1세 |